# Шлеммер-филе

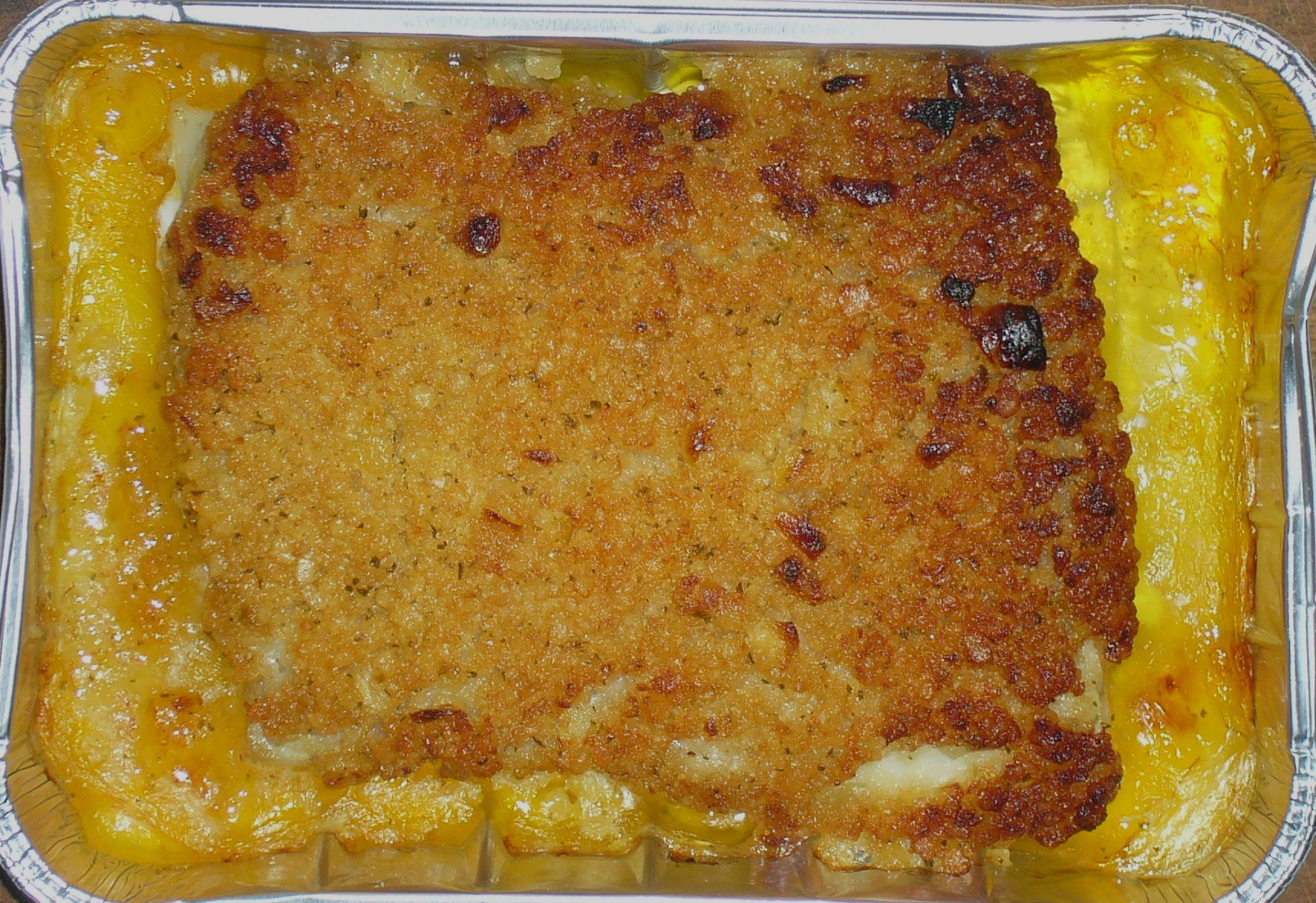
Готовое шлеммер-филе

Шле́ммер-филе́ (нем. Schlemmerfilet — букв. «гурманское филе») — популярный в Германии рыбный полуфабрикат глубокой заморозки. Шлеммер-филе было выведено на германский рынок компанией Iglo в 1969 году, став одним из первых таких продуктов. Представляет собой готовый к запеканию прямоугольный блок из нескольких филе минтая на алюминиевой или картонной подложке под жирной панировочной шубой с пряностями по рецепту. Шлеммер-филе без предварительной разморозки запекают в духовом шкафу в течение 40 минут при температуре 200 °C, при этом часть шубы, расплавившись, соединяется с выделившимся рыбным соком в соус, а оставшаяся сверху часть в результате реакции Майяра образует ароматную хрустящую корочку. Рецепт первого из появившихся шлеммер-филе «по-бордоски» не имел ничего общего с французскими бордоским соусом или рыбой «а-ля борделез». В настоящее время в Германии в продаже имеются шлеммер-филе с томатами и паприкой «по-итальянски», со спаржей, шпинатом, брокколи и шампиньонами. Шлеммер-филе самого разного качества выпускают многие производители. Согласно нормам пищевого законодательства Германии доля рыбы в шлеммер-филе должна составлять не менее 50 %.